# ベアー・マウンテン・ブリッジ
ベア・マウンテン橋（Baer Mountain Bridge）は、アメリカ合衆国ニューヨーク州のハドソン川にかかる吊り橋で、ロックランド郡とウエストチェスター郡を結ぶ。1924年に完成した歴史ある橋で、スパンは497メートルである。
通行料金は東行きのみ徴収で乗用車1ドル。2007年の日平均通行量は17,695台。ベア・マウンテン州立公園へのアクセス道路となっている。

## 隣接する橋/トンネル
- 上流の橋：　ニューバーグ・ビーコン橋　Newburgh-Beacon Bridge （I-84, I-52）
- 下流の橋：　タッパン・ジー・ブリッジ　Tappan Zee Bridge （I-87, I-287）